# Dipka
Dipka là một thị trấn thống kê (census town) của quận Korba thuộc bang Chhattisgarh, Ấn Độ.

## Nhân khẩu
Theo điều tra dân số năm 2001 của Ấn Độ, Dipka có dân số 20.182 người. Phái nam chiếm 53% tổng số dân và phái nữ chiếm 47%. Dipka có tỷ lệ 73% biết đọc biết viết, cao hơn tỷ lệ trung bình toàn quốc là 59,5%: tỷ lệ cho phái nam là 79%, và tỷ lệ cho phái nữ là 67%. Tại Dipka, 17% dân số nhỏ hơn 6 tuổi.